# David S. Horsley
David S. Horsley (* 23. Dezember 1906 in Bayonne, New Jersey, USA; † 16. Oktober 1976 in San Bernardino, Kalifornien, USA) war ein US-amerikanischer Spezialist für Spezialeffekte und visuelle Effekte sowie Filmschauspieler und Filmschaffender, der 1955 mit einem Oscar für technische Verdienste ausgezeichnet wurde.

## Biografie
David S. Horsley war der Sohn von Mary Horsley und des Filmpioniers David Horsley, der um 1910 zusammen mit seinem Bruder William in Hollywood das erste Studio eröffnete. Er selbst arbeitete mehr als 30 Jahre als Experte für Spezialeffekte, Kameramann und als Schauspieler in kleineren Rollen. Seine erste Mitwirkung bei einem Film datiert von 1931, er assistierte dem Kameramann Merritt B. Gerstad in dem Musikfilm The Great Lover von Harry Beaumont. Das wiederholte sich für den 1932 erschienenen Pre-Code-Horrorfilm Freaks von Tod Browning, bei dem wiederum Merritt B. Gerstad als Hauptkameramann fungierte. Für den 1934 erschienenen Horrorfilm Die schwarze Katze mit Bela Lugosi und Boris Karloff in den Hauptrollen trat Horsley erstmals als Spezialist für Spezialeffekte/Visuelle Effekte in Erscheinung. Daran schlossen sich Arbeiten für Frankensteins Braut (erneut mit Boris Karloff) und Der Werwolf von London an.
Hervorzuheben unter den Filmen, zu denen Horsley beitrug, ist Jules Dassins Film noir Zelle R 17 von 1947 mit Burt Lancaster in der Hauptrolle. Es geht um eine Haftanstalt, deren Insassen unter den Übergriffen des sadistischen Oberaufsehers leiden. Wegen der für damalige Verhältnisse expliziten Gewaltdarstellung kam es zu geharnischten Debatten zwischen dem Produzenten des Films und Joseph Breen, der damals der amerikanischen Zensurbehörde vorstand. Drei Mitwirkende des Films wurden kurz darauf Opfer des Komitees für unamerikanische Umtriebe: Dassin, Art Smith, der den Gefängnisarzt spielte und Roman Bohnen, der einen Wärter spielte. Sie erhielten Berufsverbot. Auch für den zwei Jahre später erschienenen Abenteuer-Liebesfilm Auf Leben und Tod war Horsley wiederum im Bereich Spezialeffekte/Visuelle Effekte tätig. Douglas Fairbanks junior spielte einen verwegenen Iren, der sich während der Napoleonischen Kriege französischen Widersachern entgegengestellt. Zum Erfolg des Abenteuerfilms Die Stadt unter dem Meer von 1953 mit Robert Ryan und Anthony Quinn trug Horsley in seinem Spezialbereich ebenfalls bei. 
Sein letzter gelisteter Film ist der Fantasyfilm Der Herrscher von Cornwall, bei dem Horsley hinter der Kamera stand.

## Filmografie (Auswahl)
– als Spezialist für Spezialeffekte/Visuelle Effekte, wenn nicht anders angegeben –
- 1931: The Great Lover (Kameraassistent)
- 1932: Freaks (Kameraassistent)
- 1933: Myrt and Marge (Kameraassistent)
- 1934: Die schwarze Katze (The Black Cat)
- 1935: Frankensteins Braut (Bride of Frankenstein)
- 1935: Der Werwolf von London (Werewolf of London)
- 1935: No More Ladies (Schauspieler, als David Horsley)
- 1936: Tödliche Strahlen (The Invisible Ray)
- 1936: Mein Mann Godfrey (My Man Godfrey; Schauspieler)
- 1936: Undersea Kingdom (Schauspieler)
- 1936: Zum Tanzen geboren (Born to dance; Schauspieler)
- 1937: Charlie Chan bei den Olympischen Spielen (Charlie Chan at the Olympics; Schauspieler)
- 1938: Three Loves Has Nancy (Schauspieler)
- 1940: Der Unsichtbare kehrt zurück (The Invisible Man Returns)
- 1940: The Boys from Syracuse
- 1940: Die unsichtbare Frau (The Invisible Woman)
- 1940: New Moon
- 1942: Der unsichtbare Agent (Invisible Agent)
- 1943: In die japanische Sonne (Air Force; Schauspieler)
- 1945: Weekend im Waldorf (Week-End at the Waldorf; Schauspieler)
- 1946: Feuer am Horizont (Canyon Passage)
- 1946: Vergessene Stunde (Black Angel)
- 1946: Rächer der Unterwelt (The Killers)
- 1947: Der Verbannte (The Exile)
- 1947: Smash-Up: The Story of a Woman
- 1947: Zwei trübe Tassen – vom Militär entlassen (Buck Privates Come Home)
- 1947: Ivy
- 1947: Zelle R 17 (Brute Force)
- 1947: Ein Doppelleben (A Double Life)
- 1948: Alle meine Söhne (All My Sons)
- 1948: Casbah – Verbotene Gassen
- 1948: Abbott und Costello treffen Frankenstein (Abbott and Costello Meet Frankenstein)
- 1948: Venus macht Seitensprünge (One Touch of Venus)
- 1948: Bis zur letzten Stunde (Kiss the Blood of my Hands)
- 1948: Im Lande der Kakteen (Mexican Hayride)
- 1949: Auf Leben und Tod (The Fighting O’Flynn)
- 1949: Gewagtes Alibi (Criss Cross)
- 1949: Kokain (Johnny Stool Pigeon)
- 1949: Jolson Sings Again (Schauspieler)
- 1949: Once More, My Darling
- 1950: Die Piratenbraut (Buccaneer’s Girl)
- 1950: Im Lande der Comanchen (Comanche Territory)
- 1950: Alter schützt vor Liebe nicht (Louisa)
- 1950: Abgeschoben (Deported)
- 1950: Abbott und Costello als Legionäre (Abbott and Costello in the Foreign Legion)
- 1950: Verliebt, verlobt, verheiratet (Peggy; Schauspieler)
- 1951: Auf Sherlock Holmes’ Spuren (Abbott and Costello Meet the Invisible Man)
- 1951: Der große Zug nach Santa Fé (Cattle Drive)
- 1952: Sturmfahrt nach Alaska (The World in His Arms)
- 1952: Gegen alle Flaggen (Against All Flags)
- 1953: Abbott and Costello Go to Mars
- 1953: Abbott und Costello gegen Dr. Jekyll und Mr. Hyde (Abbott and Costello Meet Dr. Jekyll and Mr. Hyde)
- 1953: Die Stadt unter dem Meer (City Beneath the Sea)
- 1953: Gefahr aus dem Weltall (It Came from Outer Space)
- 1953: Das gläserne Netz (The Glass Web)
- 1954: Die wunderbare Macht (Magnificent Obsession)
- 1955: Metaluna IV antwortet nicht (This Island Earth)
- 1956: Die zehn Gebote (The Ten Commandments)
- 1962: Der längste Tag (The Longest Day)
- 1962: Der Herrscher von Cornwall (Jack the Giant Killer) (Kamera)

## Auszeichnung
Academy Awards, USA
- 1955: Auszeichnung mit dem Technical Achievement Award
für seine Erfindung eines Fernsteuergerätes für Prozess-Projektoren